# Unione Sportiva Salernitana 1919 2014-2015
Questa voce raccoglie le informazioni riguardanti l'Unione Sportiva Salernitana 1919 nelle competizioni ufficiali della stagione 2014-2015.

## Stagione

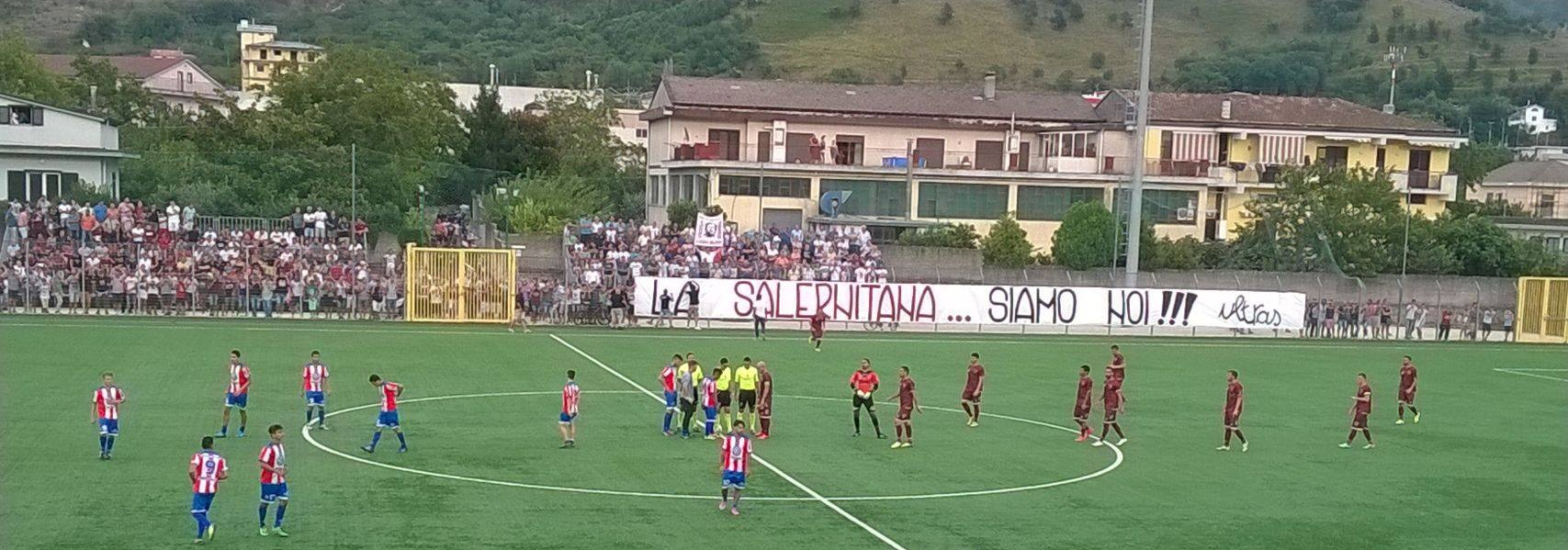
Poco prima dell'inizio della partita amichevole tra Salernitana e Olimpic Salerno sul campo di Baronissi, il 24 agosto 2014

Sfumato il sogno di promozione in Serie B nella precedente stagione, la Salernitana 2014-2015 si iscrive nella nuova divisione unica di Lega Pro (strutturata come la vecchia Serie C, in 3 gironi) rinnovandosi in fase di calciomercato. I granata svolgono il ritiro estivo dal 19 luglio al 2 agosto a San Vito di Cadore in provincia di Belluno, e in occasione del ritiro viene presentato il nuovo capitano dopo lo svincolo di Francesco Montervino: si tratta di Ciro Ginestra. L'allenatore cambia: Angelo Gregucci abbandona la squadra passando alla Casertana, e a Salerno giunge Mario Somma (già in qualità di calciatore nella stagione del ritorno in B 1989-90), il quale prima dell'inizio del torneo, il 18 agosto in polemica con alcuni dirigenti si tira indietro e viene esonerato, e a quel punto come suo sostituto viene scelto Leonardo Menichini. Già con Somma in panchina, come collaboratore tecnico viene ingaggiato Ciro Ferrara, ex difensore dei granata che collezionò più di 200 presenze a Salerno, ma dopo l'esonero di Somma lascerà anche lui la Salernitana e il suo posto verrà preso da Andrea Bonatti.

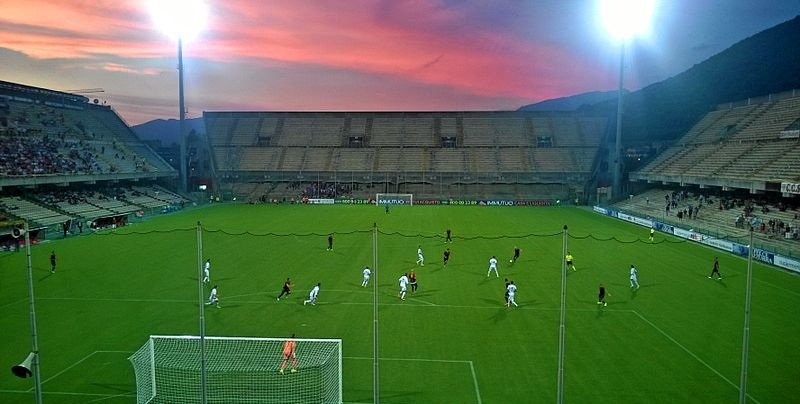
Prima giornata di campionato: Salernitana-Cosenza

Con una squadra ancora da completare dal punto di vista del mercato, i campani esordiscono in Coppa Italia 2014-15 il 10 agosto con ancora Mario Somma in panchina, venendo sconfitti al primo turno in casa dell'Alessandria. Prima dell'inizio della stagione lo Stadio Arechi viene rimesso a nuovo, in particolare rinnovando completamente il manto erboso nonché il sistema di irrigazione e di drenaggio del terreno di gioco.

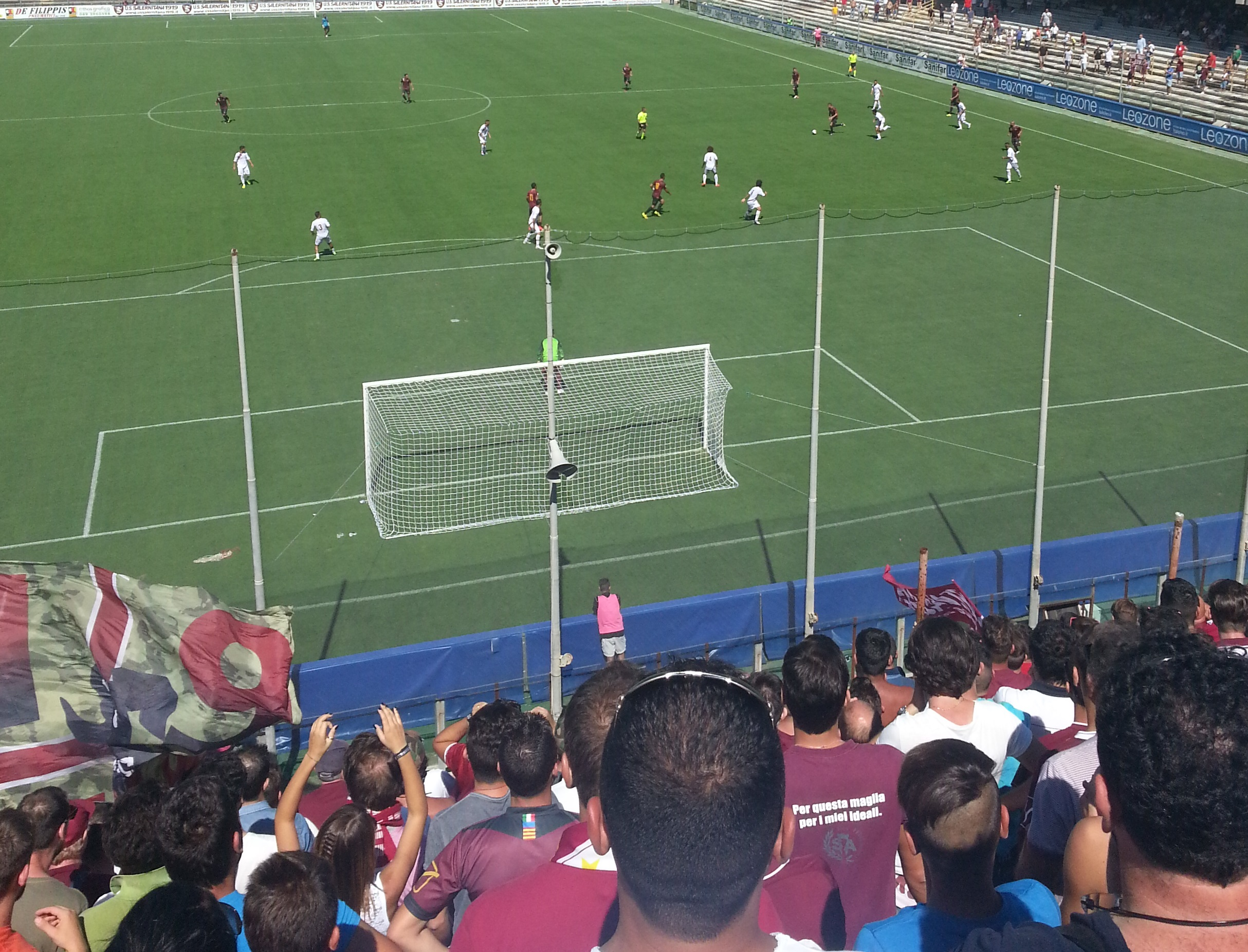
Terza di campionato contro l'Aversa Normanna

Il primo incontro di Lega Pro, disputato in casa contro il Cosenza, termina in pareggio, con i granata dapprima passati in vantaggio su calcio di rigore poi rimontati nel corso del primo tempo. Il secondo confronto si conclude con una vittoria inaspettata, grazie al gol siglato al 90' da Mendicino che regala ai campani la vittoria per 2-1 in casa del Martina Franca. Segue poi un'altra vittoria, piuttosto rocambolesca, con la Salernitana che batte in casa l'Aversa Normanna per 4 reti a 3 (l'Aversa conduceva per 3-1), in un derby campano in cui la fiammella di rivalità accesasi due stagioni fa pare essersi spenta dato il messaggio giunto dalla tifoseria degli aversani, volto a salutare Carmine Rinaldi detto Siberiano, che fu un carismatico leader degli ultras di Salerno e il conseguente applauso da parte dei salernitani.

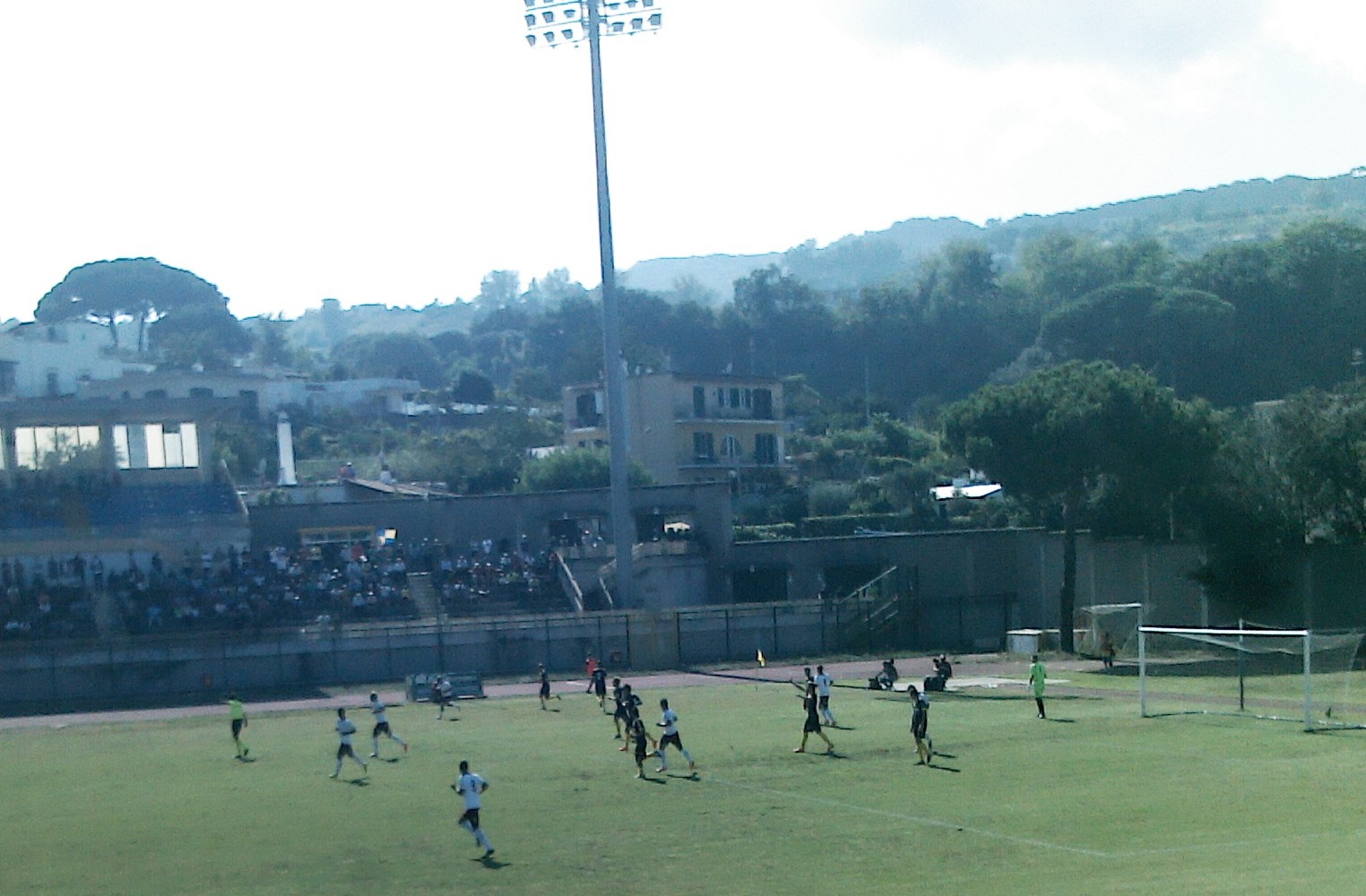
Ischia-Salernitana 0-1, 24 settembre

Nei primi di novembre, tramite un sondaggio fatto da Lega Pro Channel su Sportube.tv, la Curva Sud Siberiano viene eletta come curva più bella della Lega Pro. Dopo alcune partite, i granata di Salerno si ritrovano in prima posizione. Vincendo le due sfide consecutive in trasferta, a Lamezia e Ischia, pareggiando col Melfi e fuori casa col Foggia, battendo successivamente il Savoia e terminando con un pari a reti bianche la sfida di Benevento, in quel momento capolista, per la squadra di Menichini si è delineato un campionato da vertice. In seguito, la sfida casalinga col Lecce vinta dai salentini porta un po' di delusione; tuttavia i salentini sconfiggono più avanti nel torneo anche i capolista beneventani, sicché i salernitani, attraverso una vittoria fuori casa a Matera (partita caratterizzata da un infortunio di Mendicino, nel quale un calciatore del Matera, il difensore Ciro De Franco gli salva praticamente la vita, giacché a terra svenuto gli tira fuori la lingua dalla bocca, scongiurando il peggio) battendo anche il Catanzaro tra le mura amiche tramite una doppietta di Calil, il quale segna ancora contro reggina e paganese.la sconfitta di Cosenza in coppa Italia di Lega non smorza gli entusiasmi.

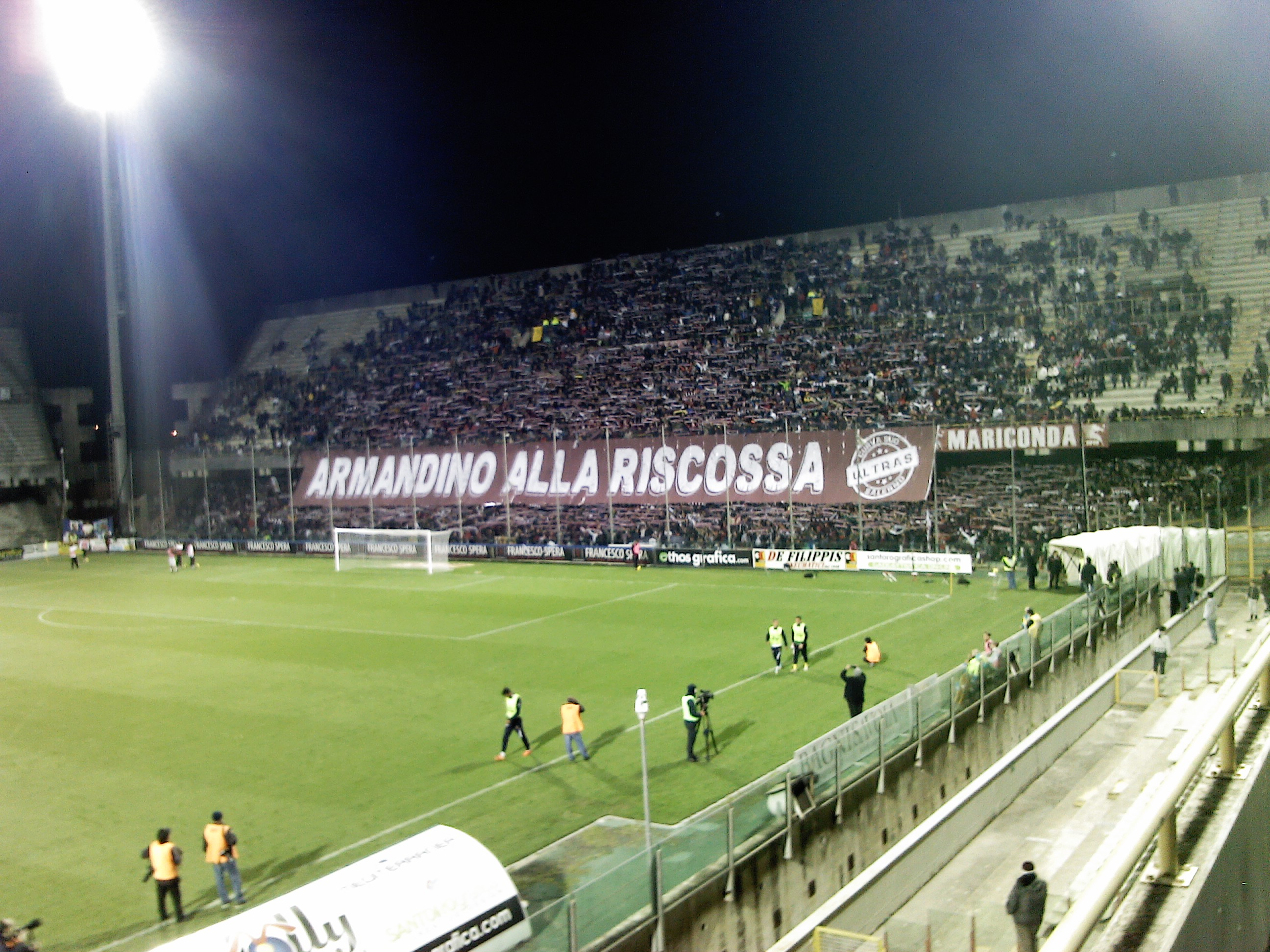
Coreografia in occasione di Salernitana-Lecce

Con una squadra e una tifoseria sicuramente estasiati visti i risultati ottenuti e il primo posto raggiunto, una doppietta di Trevisan, assieme ai gol di Franco e Gabionetta regalano ai circa 700 spettatori giunti da Salerno (su un totale di 1.314) ad Aprilia, un entusiasmante 4-0 in trasferta sulla Lupa Roma. Un simile risultato è servito a galvanizzare l'intero ambiente salernitano, e la squadra allenata da Menichini giunge con uno spirito da capolista all'atteso derby Juve Stabia-Salernitana: anche i gialloblù sono candidati alla promozione, tuttavia affrontano una Salernitana che dapprima in svantaggio, infine vince 3-2. I salernitani in seguito dapprima vengono battuti a Barletta di misura, e nel turno successivo in casa all'Arechi battono il Messina sempre di misura. Il successo sui siciliani permette alla squadra di restare al vertice della classifica durante le festività. Il 6 gennaio tuttavia nel derby contro la Casertana, la squadra regge l'aggressività dei padroni di casa fino alla fine, ma un calcio di rigore allo scadere, proprio nei minuti di recupero sancisce la vittoria dei casertani per 1-0, e in tal modo il Benevento raggiunge la Salernitana al primo posto, e per migliore differenza reti i sanniti strappano ai granata il titolo simbolico di "Campioni d'Inverno".

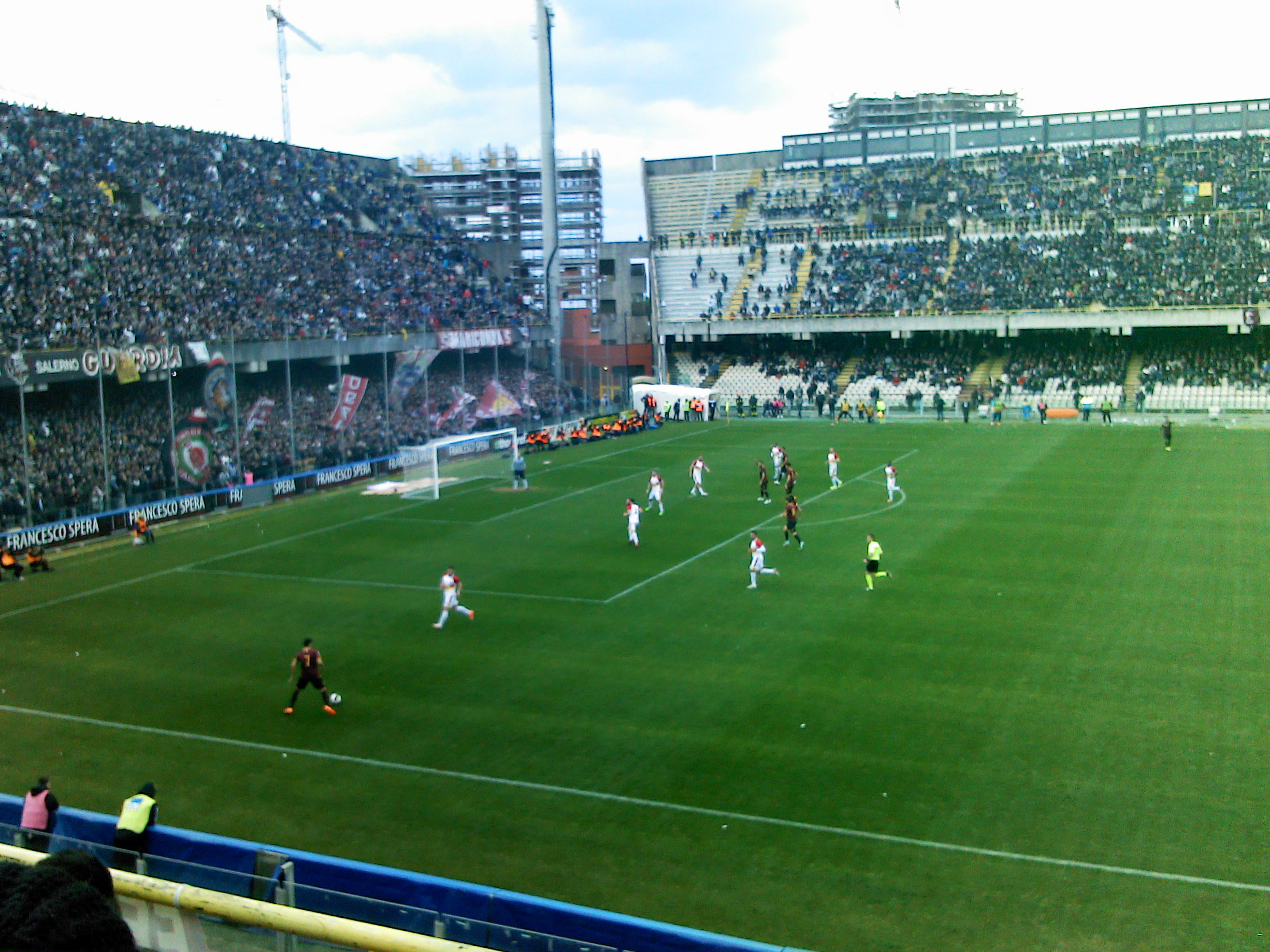
Salernitana-Benevento, 7 marzo

Successivamente, la Salernitana pareggia contro il Cosenza fuori casa, ma grazie alla successiva vittoria allo scadere con un gol su azione firmato Calil, contro il Martina Franca riesce a staccare di cinque punti la Juve Stabia terza classificata e a mantenersi a pochi punti di distanza dal Benevento primo.

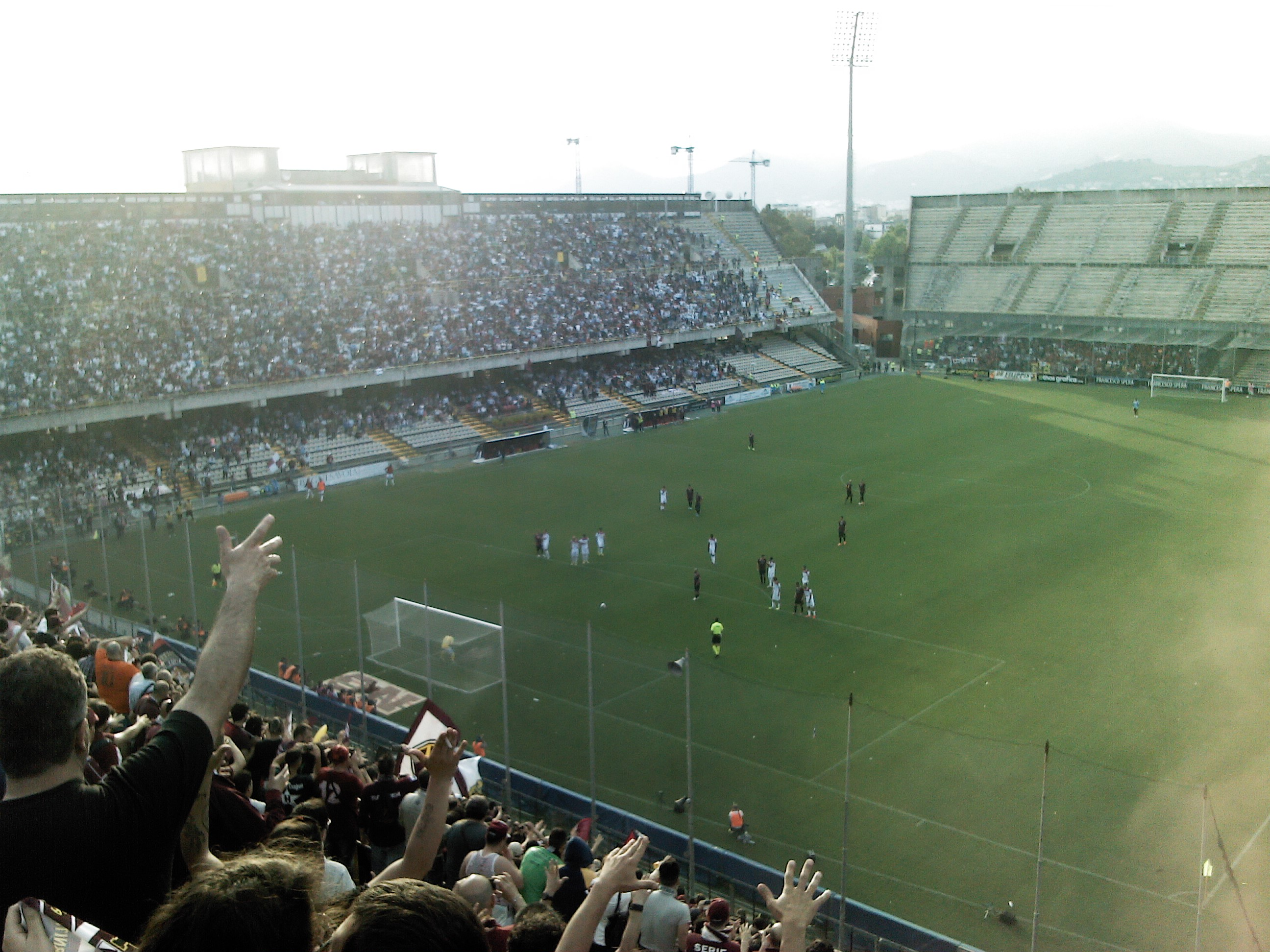
Ultima giornata: Salernitana-Casertana

Segue poi una vittoria fuori casa ad Aversa grazie alla rete di Calil su calcio di rigore, ed in seguito un pareggio per 2-2 ottenuto negli ultimi minuti, con la Salernitana inizialmente sotto di due reti. Un successivo successo la Salernitana lo ottiene l'otto febbraio, grazie a Nalini e Calil sempre in casa sull'Ischia. Segue poi un 2-0 a Melfi ed un due pari in casa col Foggia. Intanto il Benevento si mantiene primo, ed il distacco dalla Salernitana aumenta di quattro punti. Un mezzo passo falso degli stregoni consente però alla Salernitana, vincendo a Torre Annunziata col Savoia di arrivare all'atteso scontro diretto all'Arechi del 7 marzo con la possibilità di scavalcarli. L'operazione riesce, in quanto la partita in casa col Benevento giocata dinnanzi al record di oltre ventimila spettatori (di cui circa duemila ospiti) termina col risultato di 2-0: la Salernitana è nuovamente capolista. La promozione diretta in serie B arriva con tre giornate d'anticipo rispetto al termine della regular season: nella gara interna con il Barletta, vinta in rimonta (3-1), i granata approfittano del pareggio fra Benevento e Messina (1-1) riprendendosi la Serie B dopo quattro anni. Nell'ultima gara di campionato invece, all'Arechi va di scena il derby con la Casertana, che termina in parità (1-1).

## Divise e sponsor
Lo sponsor tecnico per la stagione 2014-2015 è Givova, mentre il co-sponsor è Caffè Motta, dalla 30ª giornata il main sponsor è Gigart Art Finance. La maglia casalinga è granata, con bordi dorati e un ippocampo stilizzato in basso a sinistra, pantaloncini neri e calzettoni neri. La seconda maglia è bianca con bordi granata, pantaloncini granata e calzettoni bianchi. La terza maglia, invece, è azzurra con righe orizzontali granata, pantaloncini bianchi e calzettoni bianchi. Su tutte e tre le divise compare la coccarda della Coppa Italia Lega Pro vinta nella precedente edizione.
| Casalinga (1ª-29ª) | Trasferta (1ª-29ª) | Terza divisa (1ª-29ª) | Casalinga (30ª-38ª) | Trasferta (30ª-38ª) | Terza divisa (30ª-38ª) |

## Organigramma societario
Dal sito ufficiale della società
Area direttiva
- Presidente: carica vacante[1]
- Direttore Organizzativo e Impianti: Giovanni Russo
- Responsabile Amministrazione: Maria Vernieri

Area organizzativa
- Segretario generale: Rodolfo De Rose
- Team manager: Salvatore Avallone[17]
- Responsabile Sicurezza Stadio: Gianluigi Casaburi
- Addetto agli arbitri: Carmine Perrella
- Dirigente Accompagnatore: Leonzio Capobianco

Area comunicazione
- Addetto stampa: Gianluca Lambiase
- Responsabile marketing: Fabrizio Riccardi

Area tecnica
- Direttore sportivo: Angelo Mariano Fabiani
- Allenatore: Mario Somma, dal 18 agosto Leonardo Menichini
- Allenatore in seconda: Renato Scarpellino, dal 3 settembre Andrea Bonatti[18]
- Collaboratore Tecnico: Ciro Ferrara, dal 18 agosto Andrea Bonatti[7]
- Preparatore atletico: Gianluca Angelicchio
- Preparatore portieri: Luigi Genovese
- Magazziniere: Gerardo Salvucci
- Magazziniere: Agostino Palladino
- Responsabile scuola calcio: Vincenzo Di Pasquale

Area sanitaria
- Responsabile Area Medica: Italo Leo
- Fisioterapista: Giuseppe Magliano
- Fisioterapista: Michele Santangelo
- Struttura sanitaria di riferimento: Centro Polidiagnostico Check-up

## Rosa
| N. |                   | Ruolo | Calciatore         |
| -- | ----------------- | ----- | ------------------ |
|    | Italia (bandiera) | P     | Raffaele Esposito  |
|    | Italia (bandiera) | P     | Pier Graziano Gori |
|    | Italia (bandiera) | P     | Mirko Ronchi       |
|    | Italia (bandiera) | P     | Stefano Russo      |
|    | Italia (bandiera) | D     | Antonio Bocchetti  |
|    | Italia (bandiera) | D     | Alberto Bianchi    |
|    | Italia (bandiera) | D     | Riccardo Colombo   |
|    | Italia (bandiera) | D     | Michele Franco     |
|    | Italia (bandiera) | D     | Andrea Giacomini   |
|    | Italia (bandiera) | D     | Maurizio Lanzaro   |
|    | Italia (bandiera) | D     | Aurelio Penta      |
|    | Italia (bandiera) | D     | Luigi Pezzella     |
|    | Italia (bandiera) | D     | Giuseppe Pugliese  |
|    | Italia (bandiera) | D     | Manuel Scalise     |
|    | Italia (bandiera) | D     | Trevor Trevisan    |
|    | Italia (bandiera) | D     | Antonio Trozzo     |
|    | Italia (bandiera) | D     | Alessandro Tuia    |
|    | Italia (bandiera) | C     | Andrea Bovo        |
|    | Italia (bandiera) | C     | Ivan Castiglia     |
|    | Italia (bandiera) | C     | Andrea Dragonetti  |

| N. |                    | Ruolo | Calciatore                |
| -- | ------------------ | ----- | ------------------------- |
|    | Italia (bandiera)  | C     | Francesco Favasuli        |
|    | Brasile (bandiera) | C     | Denilson Gabionetta       |
|    | Italia (bandiera)  | C     | Manuel Giandonato         |
|    | Italia (bandiera)  | C     | Antonio Grillo            |
|    | Italia (bandiera)  | C     | Davide Moro               |
|    | Italia (bandiera)  | C     | Andrea Nalini             |
|    | Italia (bandiera)  | C     | Giampietro Perrulli       |
|    | Italia (bandiera)  | C     | Manolo Pestrin (capitano) |
|    | Serbia (bandiera)  | C     | Zoran Svonja              |
|    | Italia (bandiera)  | C     | Luca Tagliavacche         |
|    | Italia (bandiera)  | C     | Alessandro Volpe          |
|    | Brasile (bandiera) | A     | Caetano Calil             |
|    | Romania (bandiera) | A     | Andrei Cristea            |
|    | Italia (bandiera)  | A     | Pasquale Foggia           |
|    | Italia (bandiera)  | A     | Giovanni Cappiello        |
|    | Italia (bandiera)  | A     | Ciro Ginestra (capitano)  |
|    | Italia (bandiera)  | A     | Ettore Mendicino          |
|    | Francia (bandiera) | A     | David Mounard             |
|    | Italia (bandiera)  | A     | Maikol Negro              |

## Calciomercato

### Sessione estiva(dal 01/07 al 01/09)
| Acquisti         | Acquisti               | Acquisti      | Acquisti                         |
| R.               | Nome                   | da            | Modalità                         |
| ---------------- | ---------------------- | ------------- | -------------------------------- |
| P                | Mirko Ronchi           | Parma         | prestito con diritto di opzione  |
| P                | Stefano Russo          | Parma         | prestito con diritto di riscatto |
| D                | Riccardo Colombo       | Cittadella    | definitivo                       |
| D                | Alberto Bianchi        |               | definitivo                       |
| D                | Michele Franco         | Perugia       | prestito                         |
| D                | Andrea Giacomini       |               | definitivo                       |
| D                | Trevor Trevisan        |               | definitivo                       |
| D                | Alessandro Tuia        | Lazio         | risoluzione compartecipazione    |
| D                | Maurizio Lanzaro       | Juve Stabia   | definitivo                       |
| D                | Luigi Pezzella         |               | definitivo                       |
| D                | Giuseppe Pugliese      |               | definitivo                       |
| C                | Ivan Castiglia         | Vicenza       | definitivo                       |
| C                | Francesco Favasuli     |               | definitivo                       |
| C                | Denilson Gabionetta    | Parma         | prestito con diritto di riscatto |
| C                | Manuel Giandonato      | Parma         | prestito con diritto di riscatto |
| C                | Antonio Grillo         | Parma         | prestito                         |
| C                | Andrea Nalini          | Virtus Verona | fine prestito                    |
| C                | Manolo Pestrin         |               | definitivo                       |
| C                | Zoran Svonja           | Parma         | prestito con diritto di riscatto |
| A                | Caetano Prósperi Calil |               | definitivo                       |
| A                | Ettore Mendicino       | Lazio         | prestito                         |
| A                | Maikol Negro           | Latina        | prestito                         |
| Altre operazioni |                        |               |                                  |
| R.               | Nome                   | da            | Modalità                         |
| A                | Luigi Grassi           | Pontedera     | fine prestito                    |
| A                | Athanasios Topouzis    | Ascoli        | fine prestito                    |

| Cessioni         | Cessioni                 | Cessioni        | Cessioni                      |
| R.               | Nome                     | a               | Modalità                      |
| ---------------- | ------------------------ | --------------- | ----------------------------- |
| P                | Alessandro Berardi       | Lazio           | fine prestito                 |
| P                | Antony Iannarilli        |                 | svincolato                    |
| P                | Raffaele Sabbato         | Fondi           | prestito                      |
| D                | Alberto Bianchi          |                 | svincolato                    |
| D                | Cristian Chirieletti     |                 | svincolato                    |
| D                | Andrea Giacomini         |                 | rescissione consensuale       |
| D                | Alessio Luciani          | Lazio           | fine prestito                 |
| D                | Morris Molinari          |                 | svincolato                    |
| D                | Lorenzo Pasqualini       | Parma           | fine prestito                 |
| D                | Simone Piva              |                 | svincolato                    |
| D                | Manuel Scalise           | Mantova         | definitivo                    |
| D                | Emanuele Sembroni        |                 | svincolato                    |
| C                | Álvaro Ampuero           | Parma           | fine prestito                 |
| C                | Giuseppe Capua           | Lazio           | fine prestito                 |
| C                | Gennaro Esposito         | Verona          | fine prestito                 |
| C                | Manuel Mancini           |                 | svincolato                    |
| C                | Francesco Montervino     |                 | svincolato                    |
| C                | Giovanni Nappo           | Fondi           | prestito                      |
| C                | Riccardo Perpetuini      | Lazio           | fine prestito                 |
| C                | Manolo Pestrin           |                 | svincolato                    |
| C                | Manuel Ricci             |                 | svincolato                    |
| C                | Enrico Zampa             | Lazio           | risoluzione compartecipazione |
| A                | Mohamed Fofana           | Virtus Lanciano | fine prestito                 |
| A                | Pasquale Foggia          |                 | rescissione consensuale       |
| A                | Gustavo Di Mauro Vagenin |                 | svincolato                    |
| A                | Ettore Mendicino         | Lazio           | fine prestito                 |
| Altre operazioni |                          |                 |                               |
| R.               | Nome                     | da              | Modalità                      |
| A                | Luigi Grassi             | Pontedera       | definitivo                    |
| A                | Athanasios Topouzis      |                 | rescissione consensuale       |

### Operazioni tra le due sessioni
| Acquisti | Acquisti    | Acquisti   | Acquisti   |
| R.       | Nome        | da         | Modalità   |
| -------- | ----------- | ---------- | ---------- |
| C        | Andrea Bovo | svincolato | definitivo |

| Cessioni | Cessioni          | Cessioni | Cessioni                |
| R.       | Nome              | a        | Modalità                |
| -------- | ----------------- | -------- | ----------------------- |
| D        | Giuseppe Pugliese | Arezzo   | definitivo              |
| C        | Alessandro Volpe  |          | rescissione consensuale |

### Sessione invernale(dal 05/01 al 02/02)
| Acquisti | Acquisti            | Acquisti | Acquisti                         |
| R.       | Nome                | da       | Modalità                         |
| -------- | ------------------- | -------- | -------------------------------- |
| P        | Raffaele Esposito   | Perugia  | definitivo                       |
| D        | Antonio Bocchetti   | Paganese | prestito con diritto di riscatto |
| C        | Davide Moro         | Empoli   | definitivo                       |
| C        | Giampietro Perrulli |          | svincolato                       |
| C        | Luca Tagliavacche   | Genoa    | ?                                |

| Cessioni | Cessioni          | Cessioni  | Cessioni      |
| R.       | Nome              | a         | Modalità      |
| -------- | ----------------- | --------- | ------------- |
| C        | Manuel Giandonato | Parma     | fine prestito |
| C        | Zoran Svonja      | Parma     | fine prestito |
| C        | Ivan Castiglia    | Como      | prestito      |
| A        | Ciro Ginestra     |           | fine carriera |
| A        | David Mounard     | Catanzaro | definitivo    |

### Operazioni successive alla sessione invernale
| Acquisti | Acquisti       | Acquisti   | Acquisti   |
| R.       | Nome           | da         | Modalità   |
| -------- | -------------- | ---------- | ---------- |
| A        | Andrei Cristea | svincolato | definitivo |

| Cessioni | Cessioni | Cessioni | Cessioni |
| R.       | Nome     | a        | Modalità |
| -------- | -------- | -------- | -------- |

## Risultati

### Lega Pro

#### Girone di andata
| Arbitro: | Mainardi (Bergamo) |

|                      |           |           |
| Gabionetta 6’ (rig.) | Marcatori | 18’ Magli |

| Arbitro: | Guccini (Albano Laziale) |

|                |           |                                |
| Pellecchia 68’ | Marcatori | 83’ (rig.) Calil 90’ Mendicino |

| Arbitro: | Amoroso (Paola) |

|                                   |           |                               |
| Negro 68’, 74’ Mendicino 75’, 88’ | Marcatori | 6’, 69’ Cicerelli 66’ De Vena |

| Arbitro: | Caso (Verona) |

|  |           |           |
|  | Marcatori | 86’ Calil |

| Arbitro: | Martinelli (Roma 1) |

|  |           |            |
|  | Marcatori | 38’ Nalini |

| Salerno 27 settembre 2014, ore 15:00 CEST 6ª giornata | Salernitana | 0 – 0 referto | Melfi | Stadio Arechi (7.587 spett.)\| Arbitro: \| Giua (Pisa) \| |
| Arbitro:                                              | Giua (Pisa) |               |       |                                                           |

| Arbitro: | Paolini (Ascoli Piceno) |

|              |           |          |
| Iemmello 90’ | Marcatori | 5’ Calil |

| Arbitro: | Dei Giudici (Latina) |

|                      |           |  |
| Nalini 11’ Negro 40’ | Marcatori |  |

| Benevento 19 ottobre 2014, ore 14:30 CEST 9ª giornata | Benevento            | 0 – 0 referto | Salernitana | Stadio Ciro Vigorito (6.383 spett.)\| Arbitro: \| Cifelli (Campobasso) \| |
| Arbitro:                                              | Cifelli (Campobasso) |               |             |                                                                           |

| Arbitro: | Marini (Roma 1) |

|          |           |                                               |
| Calil 5’ | Marcatori | 50’ (rig.) Carrozza 56’ Sacilotto 80’ Doumbia |

| Arbitro: | Morreale (Roma 1) |

|             |           |                       |
| Madonia 23’ | Marcatori | 7’ Colombo 72’ Franco |

| Arbitro: | Piccinini (Forlì) |

|                  |           |             |
| Calil 78’, 90+4’ | Marcatori | 55’ Rigione |

| Arbitro: | Fiore (Barletta) |

|  |           |           |
|  | Marcatori | 12’ Calil |

| Arbitro: | Di Martino (Teramo) |

|           |           |  |
| Calil 43’ | Marcatori |  |

| Arbitro: | Lanza (Nichelino) |

|  |           |                                            |
|  | Marcatori | 9’, 56’ Trevisan 28’ Franco 49’ Gabionetta |

| Arbitro: | Serra (Torino) |

|                                      |           |                             |
| Calil 46’, 62’ (rig.) Gabionetta 76’ | Marcatori | 23’ Migliorini 53’ Nicastro |

| Arbitro: | Rossi (Rovigo) |

|          |           |  |
| Fall 39’ | Marcatori |  |

| Arbitro: | Prontera (Bologna) |

|          |           |  |
| Bovo 36’ | Marcatori |  |

| Arbitro: | Giovani (Grosseto) |

|                      |           |  |
| Mancosu 90+5’ (rig.) | Marcatori |  |

#### Girone di ritorno
| Cosenza 11 gennaio 2015, ore 14:30 CET 20ª giornata | Cosenza            | 0 – 0 referto | Salernitana | Stadio San Vito (2.721 spett.)\| Arbitro: \| Illuzzi (Molfetta) \| |
| Arbitro:                                            | Illuzzi (Molfetta) |               |             |                                                                    |

| Arbitro: | Balice (Termoli) |

|           |           |  |
| Calil 89’ | Marcatori |  |

| Arbitro: | Colarossi (Roma) |

|  |           |                  |
|  | Marcatori | 66’ (rig.) Calil |

| Arbitro: | Pagliardini (Arezzo) |

|                          |           |                          |
| Negro 79’ R. Colombo 87’ | Marcatori | 51’ Montella 73’ Improta |

| Arbitro: | Piscopo (Imperia) |

|                      |           |                      |
| Nalini 25’ Calil 52’ | Marcatori | 74’ (rig.) Infantino |

| Arbitro: | Pelagatti (Arezzo) |

|  |           |                        |
|  | Marcatori | 21’ Negro 25’ Trevisan |

| Arbitro: | Caso (Verona) |

|                            |           |                   |
| Favasuli 61’ Mendicino 76’ | Marcatori | 38’, 80’ Iemmello |

| Arbitro: | Fiore (Barletta) |

|  |           |          |
|  | Marcatori | 74’ Tuia |

| Arbitro: | Serra (Torino) |

|                                 |           |  |
| Gabionetta 51’ Calil 66’ (rig.) | Marcatori |  |

| Arbitro: | Rapuano (Rimini) |

|  |           |                |
|  | Marcatori | 58’ R. Colombo |

| Arbitro: | Pellegrini (Roma) |

|  |           |            |
|  | Marcatori | 90+4’ Diop |

| Arbitro: | Baroni (Firenze) |

|              |           |                         |
| Razzitti 83’ | Marcatori | 65’ Negro 90+5’ Cristea |

| Arbitro: | Di Martino (Teramo) |

|                    |           |                |
| Moro 31’ Negro 37’ | Marcatori | 28’ R. Insigne |

| Arbitro: | Paolini (Ascoli Piceno) |

|  |           |                    |
|  | Marcatori | 55’ (aut.) Moracci |

| Arbitro: | Pelagatti (Arezzo) |

|                                                     |           |                        |
| Favasuli 16’ Calil 45+3’ Gabionetta 49’, 79’ (rig.) | Marcatori | 90+1’ (rig.) Del Sorbo |

| Arbitro: | Dei Giudici (Latina) |

|           |           |  |
| Jidayi 2’ | Marcatori |  |

| Arbitro: | Prontera (Bologna) |

|                                          |           |               |
| Negro 14’ Calil 32’ (rig.) Mendicino 87’ | Marcatori | 12’ Turchetta |

| Arbitro: | Greco (Taranto) |

|                                              |           |                       |
| Nigro 12’ Corona 19’, 53’ Stefani 58’ (rig.) | Marcatori | 72’ Cristea 77’ Negro |

| Arbitro: | Vesprini (Macerata) |

|                  |           |             |
| Negro 57’ (rig.) | Marcatori | 81’ Mancosu |

### Coppa Italia

#### Primo Turno
| Arbitro: | Marinelli (Tivoli) |

|              |           |  |
| Mezavilla 8’ | Marcatori |  |

### Coppa Italia Lega Pro

#### Sedicesimi di finale
| Arbitro: | Fourneau (Roma) |

|                                 |           |  |
| Calil 74’ (rig.) R. Colombo 78’ | Marcatori |  |

#### Ottavi di finale
| Arbitro: | Guarino (Caltanissetta) |

|                       |           |  |
| De Angelis 59’ (rig.) | Marcatori |  |

### Supercoppa di Lega Pro
| Arbitro: | Marini (Roma) |

|                                    |           |                             |
| Evacuo 49’ (rig.), 76’ Corazza 72’ | Marcatori | 13’ Favasuli 57’ Gabionetta |

| Arbitro: | Caso (Verona) |

|                                       |           |           |
| Gabionetta 1’ Cristea 48’ Lanzaro 63’ | Marcatori | 41’ Fiore |

## Statistiche
Statistiche aggiornate al 20 maggio 2015

### Statistiche di squadra
| Competizione           | Punti | In casa | In casa | In casa | In casa | In casa | In casa | In trasferta | In trasferta | In trasferta | In trasferta | In trasferta | In trasferta | Totale | Totale | Totale | Totale | Totale | Totale | DR  |    |
| Competizione           | Punti | G       | V       | N       | P       | Gf      | Gs      | G            | V            | N            | P            | Gf           | Gs           | G      | V      | N      | P      | Gf     | Gs     | DR  |    |
| ---------------------- | ----- | ------- | ------- | ------- | ------- | ------- | ------- | ------------ | ------------ | ------------ | ------------ | ------------ | ------------ | ------ | ------ | ------ | ------ | ------ | ------ | --- | -- |
| Lega Pro               | 80    | 19      | 12      | 5       | 2       | 34      | 21      | 19           | 12           | 3            | 4            | 22           | 11           | 38     | 24     | 8      | 6      | 58     | 31     | +27 |    |
| Coppa Italia           | -     | 0       | 0       | 0       | 0       | 0       | 0       | 1            | 0            | 0            | 1            | 0            | 1            | 1      | 0      | 0      | 1      | 0      | 1      | -1  |    |
| Coppa Italia Lega Pro  | -     | 1       | 1       | 0       | 0       | 2       | 0       | 1            | 0            | 0            | 1            | 0            | 1            | 2      | 1      | 0      | 1      | 2      | 1      | +1  |    |
| Supercoppa di Lega Pro | -     | 3       | 1       | 1       | 0       | 0       | 3       | 1            | 1            | 0            | 0            | 1            | 2            | 3      | 2      | 1      | 0      | 1      | 5      | 4   | +1 |
| Totale                 | -     | 21      | 14      | 5       | 2       | 39      | 22      | 22           | 12           | 3            | 7            | 24           | 16           | 43     | 26     | 8      | 9      | 65     | 37     | +28 |    |

### Andamento in campionato
| Giornata  | 1  | 2 | 3 | 4 | 5 | 6 | 7 | 8 | 9 | 10 | 11 | 12 | 13 | 14 | 15 | 16 | 17 | 18 | 19 | 20 | 21 | 22 | 23 | 24 | 25 | 26 | 27 | 28 | 29 | 30 | 31 | 32 | 33 | 34 | 35 | 36 | 37 | 38 |
| --------- | -- | - | - | - | - | - | - | - | - | -- | -- | -- | -- | -- | -- | -- | -- | -- | -- | -- | -- | -- | -- | -- | -- | -- | -- | -- | -- | -- | -- | -- | -- | -- | -- | -- | -- | -- |
| Luogo     | C  | T | C | T | T | C | T | C | T | C  | T  | C  | T  | C  | T  | C  | T  | C  | T  | T  | C  | T  | C  | C  | T  | C  | T  | C  | T  | C  | T  | C  | T  | C  | T  | C  | T  | C  |
| Risultato | N  | V | V | V | V | N | N | V | N | P  | V  | V  | V  | V  | V  | V  | P  | V  | P  | N  | V  | V  | N  | V  | V  | N  | V  | V  | V  | P  | V  | V  | V  | V  | P  | V  | P  | N  |
| Posizione | 15 | 5 | 2 | 3 | 1 | 2 | 2 | 1 | 1 | 3  | 3  | 3  | 2  | 1  | 1  | 1  | 1  | 1  | 2  | 2  | 2  | 2  | 2  | 2  | 2  | 2  | 2  | 1  | 1  | 1  | 1  | 1  | 1  | 1  | 1  | 1  | 1  | 1  |

Fonte:  GIRONE C STATISTICA, su lega-pro.com.
Legenda:

Luogo: C = Casa; T = Trasferta. Risultato: V = Vittoria; N = Pareggio; P = Sconfitta.

### Statistiche dei giocatori
Sono in corsivo i calciatori che hanno lasciato la società a stagione in corso.
| Giocatore       | Lega Pro | Lega Pro | Lega Pro    | Lega Pro   | Coppa Italia | Coppa Italia | Coppa Italia | Coppa Italia | Coppa Italia Lega Pro | Coppa Italia Lega Pro | Coppa Italia Lega Pro | Coppa Italia Lega Pro | Supercoppa di Lega Pro | Supercoppa di Lega Pro | Supercoppa di Lega Pro | Supercoppa di Lega Pro | Totale   | Totale | Totale      | Totale     |
| Giocatore       | Presenze | Reti     | Ammonizioni | Espulsioni | Presenze     | Reti         | Ammonizioni  | Espulsioni   | Presenze              | Reti                  | Ammonizioni           | Espulsioni            | Presenze               | Reti                   | Ammonizioni            | Espulsioni             | Presenze | Reti   | Ammonizioni | Espulsioni |
| --------------- | -------- | -------- | ----------- | ---------- | ------------ | ------------ | ------------ | ------------ | --------------------- | --------------------- | --------------------- | --------------------- | ---------------------- | ---------------------- | ---------------------- | ---------------------- | -------- | ------ | ----------- | ---------- |
| A. Bianchi      | 15       | 0        | 8           | 0          | 0            | 0            | 0            | 0            | 2                     | 0                     | 0                     | 0                     | 1                      | 0                      | 0                      | 0                      | 18       | 0      | 8           | 0          |
| A. Bocchetti    | 15       | 0        | 3           | 0          | -            | -            | -            | -            | -                     | -                     | -                     | -                     | 2                      | 0                      | 1                      | 0                      | 17       | 0      | 4           | 0          |
| A. Bovo         | 27       | 1        | 2           | 1          | -            | -            | -            | -            | -                     | -                     | -                     | -                     | 2                      | 0                      | 1                      | 0                      | 29       | 1      | 3           | 1          |
| C. Calil        | 35       | 16       | 4           | 0          | -            | -            | -            | -            | 1                     | 1                     | 0                     | 0                     | 2                      | 0                      | 0                      | 0                      | 38       | 17     | 4           | 0          |
| G. Cappiello    | 0        | 0        | 0           | 0          | 1            | 0            | 0            | 0            | 1                     | 0                     | 0                     | 0                     | 2                      | 0                      | 0                      | 0                      | 4        | 0      | 0           | 0          |
| I. Castiglia    | 4        | 0        | 0           | 0          | 1            | 0            | 0            | 0            | 2                     | 0                     | 0                     | 0                     | -                      | -                      | -                      | -                      | 7        | 0      | 0           | 0          |
| R. Colombo      | 32       | 3        | 12          | 1          | 1            | 0            | 0            | 0            | 1                     | 1                     | 0                     | 0                     | -                      | -                      | -                      | -                      | 34       | 4      | 12          | 1          |
| A. Cristea      | 8        | 2        | 1           | 1          | -            | -            | -            | -            | -                     | -                     | -                     | -                     | 1                      | 1                      | 0                      | 0                      | 9        | 3      | 1           | 1          |
| A. Dragonetti   | -        | -        | -           | -          | -            | -            | -            | -            | 1                     | 0                     | 0                     | 0                     | 0                      | 0                      | 0                      | 0                      | 1        | 0      | 0           | 0          |
| R. Esposito     | -        | -        | -           | -          | -            | -            | -            | -            | -                     | -                     | -                     | -                     | -                      | -                      | -                      | -                      | -        | -      | -           | -          |
| F. Favasuli     | 33       | 2        | 7           | 0          | -            | -            | -            | -            | -                     | -                     | -                     | -                     | 2                      | 1                      | 0                      | 0                      | 35       | 3      | 7           | 0          |
| M. Franco       | 28       | 2        | 5           | 0          | -            | -            | -            | -            | 1                     | 0                     | 1                     | 0                     | 2                      | 0                      | 0                      | 0                      | 31       | 2      | 6           | 0          |
| P. Foggia       | -        | -        | -           | -          | -            | -            | -            | -            | -                     | -                     | -                     | -                     | -                      | -                      | -                      | -                      | -        | -      | -           | -          |
| D. Gabionetta   | 28       | 6        | 5           | 0          | 1            | 0            | 0            | 0            | 1                     | 0                     | 1                     | 0                     | 2                      | 2                      | 0                      | 0                      | 32       | 8      | 6           | 0          |
| A. Giacomini    | 1        | 0        | 0           | 0          | 1            | 0            | 1            | 0            | -                     | -                     | -                     | -                     | -                      | -                      | -                      | -                      | 2        | 0      | 1           | 0          |
| M. Giandonato   | 12       | 0        | 2           | 0          | 1            | 0            | 0            | 0            | 2                     | 0                     | 1                     | 0                     | -                      | -                      | -                      | -                      | 15       | 0      | 3           | 0          |
| C. Ginestra     | 3        | 0        | 0           | 0          | 1            | 0            | 0            | 0            | 1                     | 0                     | 0                     | 0                     | -                      | -                      | -                      | -                      | 5        | 0      | 0           | 0          |
| P. Gori         | 38       | -26      | 0           | 0          | 1            | -1           | 0            | 0            | -                     | -                     | -                     | -                     | 1                      | -3                     | -                      | -                      | 40       | -30    | 0           | 0          |
| A. Grillo       | 1        | 0        | 0           | 0          | 0            | 0            | 0            | 0            | 2                     | 0                     | 0                     | 0                     | 1                      | 0                      | 0                      | 0                      | 4        | 0      | 0           | 0          |
| M. Lanzaro      | 34       | 0        | 7           | 1          | 1            | 0            | 0            | 0            | -                     | -                     | -                     | -                     | 1                      | 1                      | 0                      | 0                      | 36       | 1      | 7           | 1          |
| E. Mendicino    | 26       | 5        | 1           | 0          | 1            | 0            | 0            | 0            | 2                     | 0                     | 0                     | 0                     | -                      | -                      | -                      | -                      | 29       | 5      | 1           | 0          |
| D. Moro         | 16       | 1        | 3           | 0          | -            | -            | -            | -            | -                     | -                     | -                     | -                     | 1                      | 0                      | 0                      | 0                      | 17       | 1      | 3           | 0          |
| D. Mounard      | 4        | 0        | 0           | 0          | -            | -            | -            | -            | 2                     | 0                     | 0                     | 0                     | -                      | -                      | -                      | -                      | 6        | 0      | 0           | 0          |
| A. Nalini       | 26       | 3        | 0           | 0          | 1            | 0            | 0            | 0            | -                     | -                     | -                     | -                     | -                      | -                      | -                      | -                      | 27       | 3      | 0           | 0          |
| M. Negro        | 29       | 10       | 2           | 0          | -            | -            | -            | -            | -                     | -                     | -                     | -                     | 1                      | 0                      | 0                      | 0                      | 30       | 10     | 2           | 0          |
| A. Penta        | -        | -        | -           | -          | -            | -            | -            | -            | 1                     | 0                     | 0                     | 0                     | 0                      | 0                      | 0                      | 0                      | 1        | 0      | 0           | 0          |
| G. Perrulli     | 12       | 0        | 1           | 0          | -            | -            | -            | -            | -                     | -                     | -                     | -                     | 2                      | 0                      | 0                      | 0                      | 14       | 0      | 1           | 0          |
| M. Pestrin      | 29       | 0        | 15          | 0          | 1            | 0            | 0            | 0            | 1                     | 0                     | 0                     | 0                     | 1                      | 0                      | 0                      | 0                      | 32       | 0      | 15          | 0          |
| L. Pezzella     | 7        | 0        | 0           | 0          | -            | -            | -            | -            | 1                     | 0                     | 0                     | 0                     | -                      | -                      | -                      | -                      | 8        | 0      | 0           | 0          |
| G. Pugliese     | -        | -        | -           | -          | -            | -            | -            | -            | -                     | -                     | -                     | -                     | -                      | -                      | -                      | -                      | -        | -      | -           | -          |
| M. Ronchi       | -        | -        | -           | -          | -            | -            | -            | -            | 0                     | -0                    | 0                     | 0                     | -                      | -                      | -                      | -                      | 0        | -0     | 0           | 0          |
| S. Russo        | 2        | -5       | 0           | 1          | 0            | -0           | 0            | 0            | 2                     | -1                    | 0                     | 0                     | 1                      | -1                     | 0                      | 0                      | 5        | -7     | 0           | 1          |
| M. Scalise      | -        | -        | -           | -          | 1            | 0            | 0            | 0            | -                     | -                     | -                     | -                     | -                      | -                      | -                      | -                      | 1        | 0      | 0           | 0          |
| Z. Svonja       | 1        | 0        | 0           | 0          | 0            | 0            | 0            | 0            | -                     | -                     | -                     | -                     | -                      | -                      | -                      | -                      | 1        | 0      | 0           | 0          |
| L. Tagliavacche | 1        | 0        | 0           | 0          | -            | -            | -            | -            | -                     | -                     | -                     | -                     | 0                      | 0                      | 0                      | 0                      | 1        | 0      | 0           | 0          |
| A. Trozzo       | -        | -        | -           | -          | -            | -            | -            | -            | 1                     | 0                     | 0                     | 0                     | -                      | -                      | -                      | -                      | 1        | 0      | 0           | 0          |
| T. Trevisan     | 23       | 3        | 8           | 0          | -            | -            | -            | -            | 0                     | 0                     | 0                     | 0                     | 1                      | 0                      | 2                      | 1                      | 24       | 3      | 10          | 1          |
| A. Tuia         | 26       | 1        | 9           | 1          | 1            | 0            | 0            | 0            | 2                     | 0                     | 0                     | 0                     | 1                      | 0                      | 1                      | 0                      | 30       | 1      | 10          | 1          |
| A. Volpe        | 9        | 0        | 2           | 0          | 0            | 0            | 0            | 0            | 1                     | 0                     | 0                     | 0                     | -                      | -                      | -                      | -                      | 10       | 0      | 2           | 0          |

## Giovanili

### Organigramma
Dal sito internet ufficiale della società
Berretti
- Responsabile settore giovanile: Angelo Mariano Fabiani
- Allenatore: Alberto Mariani[74]
- Coordinatore: Antonio Ruggiero
- Segretario: Giuseppe Pascarelli
- Collaboratore tecnico: Renato Scarpellino
- Dirigente: Antonio Larocca
- Dirigente: Nicola Gargano
- Preparatore Atletico: Francesco Renzoni
- Preparatore Portieri: Ciro Vitale
- Collaboratore Tecnico: Salvatore Donadio
- Responsabile Area Medica: Pietro De Luca
- Fisioterapista: Giuseppe Sessa
- Nutrizionista: Marzia Manilia

Juniores
- Responsabile settore giovanile: Angelo Mariano Fabiani
- Allenatore: Ciro De Cesare
- Allenatore in seconda: Tommaso Diana
- Coordinatore: Antonio Ruggiero
- Segretario: Giuseppe Pascarelli
- Dirigente: Michele D'Aniello
- Dirigente: Vincenzo Abate
- Preparatore portieri: Antonio Russo
- Preparatore atletico: Milione Beniamino
- Collaboratore tecnico: Emanuel Manzi
- Responsabile Area Medica: Pietro De Luca
- Fisioterapista: Giuseppe Sessa

Allievi Nazionali
- Responsabile settore giovanile: Angelo Mariano Fabiani
- Allenatore: Luca Fusco[17]
- Allenatore in seconda: Giuseppe Padovano
- Collaboratore tecnico: Renato Scarpellino
- Coordinatore: Antonio Ruggiero
- Segretario: Giuseppe Pascarelli
- Dirigente: Carmelo Malandrino
- Dirigente: Osvaldo Gallucci
- Preparatore dei portieri: Michele Di Lorenzo
- Preparatore atletico: Davide Di Donato
- Medico Sociale: Mario De Laurentis
- Fisioterapista: Lorenzo Barbuto

Allievi Regionali
- Responsabile settore giovanile: Angelo Mariano Fabiani
- Allenatore: Luigi Padovano
- Allenatore in seconda: Luigi Torrente
- Coordinatore: Antonio Ruggiero
- Segretario: Giuseppe Pascarelli
- Dirigente: Orlando Attanasio
- Dirigente: Carlo Visconti
- Preparatore atletico: Bruno Saracino

Giovanissimi Nazionali
- Responsabile settore giovanile: Angelo Mariano Fabiani
- Allenatore: Vincenzo Di Pasquale, dal 20 gennaio 2015 Ciro Ginestra[61]
- Coordinatore: Antonio Ruggiero
- Segretario: Giuseppe Pascarelli
- Dirigente: Mario Forte
- Dirigente: Michele Belfiore
- Preparatore dei portieri: Alessandro Nigro
- Preparatore atletico: Francesco Di Concilio
- Collaboratore tecnico: Pierfrancesco Leone
- Medico Sociale: Francesco Barba
- Fisioterapista: Piergiuseppe Isoldi

Giovanissimi Regionali
- Responsabile settore giovanile: Angelo Mariano Fabiani
- Allenatore: Vincenzo Tartaglione
- Coordinatore: Antonio Ruggiero
- Segretario: Giuseppe Pascarelli
- Dirigente:Umberto Guarracino
- Preparatore portieri: Aniello Vitale
- Preparatore atletico: Pierluigi Caroccia

Mini giovanissimi
- Responsabile settore giovanile: Angelo Mariano Fabiani
- Allenatore: Pasquale Cerrato
- Coordinatore: Antonio Ruggiero
- Segretario: Giuseppe Pascarelli
- Allenatore tecnica individuale: Antonio Barberio
- Preparatore portieri: Antonio Russo
- Preparatore tecnico: Marco Arcieri
- Dirigente: Tommaso Cerrato

Esordienti
- Responsabile settore giovanile: Angelo Mariano Fabiani
- Allenatore: Antonio Tramontano
- Coordinatore: Antonio Ruggiero
- Segretario: Giuseppe Pascarelli
- Preparatore portieri: Lamberti Giuseppe Rocco
- Medico Sociale: Francesco Barba
- Massaggiatore: Piergiuseppe Isoldi
- Psicologo: Gianluca Raffone
- Nutrizionista: Teresa D'auria

Esordienti a 9
- Responsabile settore giovanile: Angelo Mariano Fabiani
- Allenatore: Livio Danese
- Coordinatore: Antonio Ruggiero
- Segretario: Giuseppe Pascarelli
- Collaboratore tecnico: Fabio Di Feo
- Preparatore portieri: Vincenzo Ferrara
- Dirigente: Orlando Attanasio

Pulcini
- Responsabile settore giovanile: Angelo Mariano Fabiani
- Allenatore: Francesco Venturiello
- Coordinatore: Antonio Ruggiero
- Segretario: Giuseppe Pascarelli
- Dirigente: Vincenzo Abate
- Preparatore portieri: Antonio Russo
- Medico Sociale: Francesco Barba
- Massaggiatore: Piergiuseppe Isoldi
- Psicologo: Gianluca Raffone
- Nutrizionista: Teresa D'auria

### Piazzamenti
- Berretti:
  - Campionato:
- Allievi nazionali:
  - Campionato:
- Giovanissimi nazionali:
  - Campionato:
- Giovanissimi regionali:
- Esordienti:
- Pulcini: